# Chochołki
Chochołki (do 1945 niem. Sternmühle) – część miasta Goleniowa, położona około 2 km na południe od centrum miasta, przy kilku ulicach (Bankowa, Spacerowa, Starzyńskiego), nieopodal strugi Wiśniówki, na skraju Równiny Goleniowskiej i Równiny Nowogardzkiej.

## Historia
Do młyna Sternmühle w połowie XIX w. należało 41 mórg ziemi. Młyn początkowo zajmował się obróbką skóry, a następnie przemiałem zboża oraz produkcją tarcicy. W 1857 r. właściciel młyna zainstalował w nim maszynę parową, która miała trafić do tartaku i młyna końskiego. Uzyskanie zgody na zainstalowanie takiej maszyny było bardzo mozolne i wymagało akceptacji policji budowlanej i radcy budowlanego z rejencji szczecińskiej. 
Obecnie w Chochołkach znajduje się tylko jedna zagroda istniejąca przed wojną. Na terenie miejscowości powstaje nowe osiedle domków jednorodzinnych. 